# Liste der Baudenkmäler in Riedering
Auf dieser Seite sind die Baudenkmäler in der oberbayerischen Gemeinde Riedering zusammengestellt. Diese Tabelle ist eine Teilliste der Liste der Baudenkmäler in Bayern. Grundlage ist die Bayerische Denkmalliste, die auf Basis des Bayerischen Denkmalschutzgesetzes vom 1. Oktober 1973 erstmals erstellt wurde und seither durch das Bayerische Landesamt für Denkmalpflege geführt wird. Die folgenden Angaben ersetzen nicht die rechtsverbindliche Auskunft der Denkmalschutzbehörde.

## Einzeldenkmäler

### Riedering
| Lage                                       | Objekt                                    | Beschreibung | Akten-Nr.     | Bild           |
| ------------------------------------------ | ----------------------------------------- | --- | ------------- | -------------- |
| Am Kirchberg 6 (Standort)                  | Gedenkstein                               | Rotmarmorrelief, bezeichnet 1670; in Mauer des Pfarrhofs eingelassen. | D-1-87-167-2  | weitere Bilder |
| Am Kirchberg 6 (Standort)                  | Pfarrhof                                  | Zweigeschossiger Satteldachbau, im Kern 17./18. Jahrhundert; Gedenkstein, bezeichnet 1645. | D-1-87-167-3  | weitere Bilder |
| Am Kirchberg 8; Am Kirchberg 10 (Standort) | Katholische Pfarrkirche Mariä Himmelfahrt | Hallenbau mit Satteldach, Südturm mit Spitzhelm und Putzgliederungen, neuromanisch, Chormauern und Turmunterbau wohl 2. Hälfte 15. Jahrhundert, 1858 Neubau durch Michael Gaisberger; mit Ausstattung; Friedhofskapelle, Satteldachbau mit Rundbogentür, neuromanisch, 1860. | D-1-87-167-1  | weitere Bilder |
| Rosenheimer Straße 47 (Standort)           | Wegkreuz                                  | Geschnitzter Corpus in ornamentiertem Wettermantel, am Kreuzschaft bezeichnet mit dem Jahr 1852. | D-1-87-167-39 | weitere Bilder |
| Salinweg 3 (Standort)                      | Stadel                                    | Flachsatteldachbau mit Bundwerk, Ende 18. Jahrhundert, mit überbautem Getreidekasten, Blockbau, 17. Jahrhundert | D-1-87-167-6  | weitere Bilder |
| Salinweg 5 (Standort)                      | Getreidekasten                            | Blockbau, in den Stadel integriert, 17./18. Jahrhundert | D-1-87-167-7  | weitere Bilder |

### Ackersdorf
| Lage                     | Objekt                               | Beschreibung | Akten-Nr.     | Bild |
| ------------------------ | ------------------------------------ | --- | ------------- | ---- |
| Ackersdorf 8 (Standort)  | Geschnitzte Haustür                  | mit Natursteingewände, bez. 1851. | D-1-87-167-10 | BW   |
| Ackersdorf 12 (Standort) | Wohnteil des ehemaligen Bauernhauses | sog. Binderhaus, zweigeschossiger Flachsatteldachbau in Blockbauweise mit gemauerter Stube, um 1750; transloziert aus Kornberg bei Attel 1982 | D-1-87-167-45 | BW   |

### Beuerberg
| Lage                    | Objekt                | Beschreibung | Akten-Nr.     | Bild |
| ----------------------- | --------------------- | --- | ------------- | ---- |
| Beuerberg 1 (Standort)  | Ehemaliges Bauernhaus | Einfirsthof, zweigeschossiger Flachsatteldachbau mit Hochlaube, Wirtschaftsteil mit Bundwerk, bezeichnet 1851; Stadel, Ständerriegelbau mit Bundwerk, Mitte 19. Jahrhundert | D-1-87-167-12 | BW   |
| Beuerberg 24 (Standort) | Ehemaliges Bauernhaus | Einfirsthof, zweigeschossiger Flachsatteldachbau mit Hochlaube, Ende 18. Jahrhundert, Wirtschaftsteil mit Bundwerk, bezeichnet 1926.                                        | D-1-87-167-11 | BW   |

### Ecking
| Lage                                                    | Objekt                | Beschreibung | Akten-Nr.     | Bild                  |
| ------------------------------------------------------- | --------------------- | --- | ------------- | --------------------- |
| Neukirchener Straße 4 (Standort)                        | Ehemaliges Bauernhaus | Einfirsthof, zweigeschossiger Flachsatteldachbau mit Heiligennische, geschweifter Türnische, geschnitzter Tür und Wandmalerei, am Wirtschaftsteil Bundwerk, bezeichnet 1784. | D-1-87-167-13 | Ehemaliges Bauernhaus |
| Neukirchener Straße 6; Neukirchener Straße 8 (Standort) | Ehemaliges Bauernhaus | Einfirstanlage, zweigeschossiger Flachsatteldachbau mit traufseitiger Laube, geschnitzter Tür und Putzgliederung, im Kern spätes 18. Jahrhundert, 1840 umgestaltet.          | D-1-87-167-40 | Ehemaliges Bauernhaus |

### Erlachmühle
| Lage                     | Objekt                               | Beschreibung                                                        | Akten-Nr.     | Bild |
| ------------------------ | ------------------------------------ | ------------------------------------------------------------------- | ------------- | ---- |
| Erlachmühle 2 (Standort) | Stadel mit überbautem Getreidekasten | verbretterter Flachsatteldachbau mit Blockbauteil, bezeichnet 1730. | D-1-87-167-14 | BW   |

### Farnach
| Lage                 | Objekt          | Beschreibung | Akten-Nr.     | Bild           |
| -------------------- | --------------- | --- | ------------- | -------------- |
| Farnach 5 (Standort) | Schloss Farnach | kleiner Edelsitz, zweigeschossiger Schopfwalmdachbau mit Putzgliederungen, im Kern 16. Jahrhundert, barocker Ausbau durch Ignaz Anton Gunetzrhainer, 1756–57. | D-1-87-167-15 | weitere Bilder |

### Gögging
| Lage                  | Objekt                                         | Beschreibung | Akten-Nr.     | Bild           |
| --------------------- | ---------------------------------------------- | --- | ------------- | -------------- |
| Gögging 9 (Standort)  | Katholische Filialkirche St. Andreas und Vitus | Saalbau mit Satteldach und westlichem Dachreiter mit Zwiebelhaube, im Kern 2. Hälfte 15. Jahrhundert mit älteren Langhausmauern, 1740 Barockisierung, 1842–47 Westteil und Turm erneuert sowie Sakristei angebaut; mit Ausstattung. | D-1-87-167-16 | weitere Bilder |
| Gögging 11 (Standort) | Bauernhaus                                     | Einfirsthof, zweigeschossiger Satteldachbau mit kurzer Laube, breiter Hochlaube, geschnitzter Haustür, bezeichnet 1850 sowie Wandmalerei im Giebel, um 1928.                                                                        | D-1-87-167-41 | weitere Bilder |

### Irnkam
| Lage                 | Objekt     | Beschreibung | Akten-Nr.     | Bild |
| -------------------- | ---------- | --- | ------------- | ---- |
| Irnkam 15 (Standort) | Bauernhaus | Einfirsthof, zweigeschossiger Flachsatteldachbau mit Rundbogenöffnungen, traufseitiger Laube und Putzgliederungen, am erneuerten Wirtschaftsteil Bundwerk, Mitte 19. Jahrhundert | D-1-87-167-17 | BW   |

### Kinten
| Lage                   | Objekt     | Beschreibung                                                                                       | Akten-Nr.     | Bild       |
| ---------------------- | ---------- | -------------------------------------------------------------------------------------------------- | ------------- | ---------- |
| Flur Kinten (Standort) | Wegkapelle | Satteldachbau mit Putzgliederung, Mitte 19. Jahrhundert; mit Ausstattung; südwestlich am Waldrand. | D-1-87-167-18 | Wegkapelle |

### Neukirchen am Simssee
| Lage                            | Objekt                                                                              | Beschreibung | Akten-Nr.     | Bild           |
| ------------------------------- | ----------------------------------------------------------------------------------- | --- | ------------- | -------------- |
| Maria-Stern-Straße 1 (Standort) | Katholische Filial- und Wallfahrtskirche Maria Stern (ehemals St. Johannes Baptist) | Saalbau mit Satteldach und Nordturm mit Spitzhelm, Mitte 15. Jahrhundert erbaut, 1716 verlängert, 1750 durch Andreas Vordermayr barockisiert, 1874 Spitzhelm; mit Ausstattung; Friedhofsummauerung, Bruchstein, 17./18. Jahrhundert | D-1-87-167-19 | weitere Bilder |

### Obermühl
| Lage                   | Objekt   | Beschreibung | Akten-Nr.     | Bild |
| ---------------------- | -------- | --- | ------------- | ---- |
| Obermühl 49 (Standort) | Wohnhaus | zweigeschossiger Flachsatteldachbau mit Laube, Hochlaube, reicher Bemalung und Stuckdekor, wohl 1946 von Prof. Esterer, München. | D-1-87-167-20 | BW   |

### Patting
| Lage                    | Objekt                              | Beschreibung                                                                 | Akten-Nr.     | Bild |
| ----------------------- | ----------------------------------- | ---------------------------------------------------------------------------- | ------------- | ---- |
| Nähe Patting (Standort) | Katholische Gnadenkapelle St. Maria | Satteldachbau mit Putzgliederungen, Anfang 18. Jahrhundert; mit Ausstattung. | D-1-87-167-21 | BW   |

### Petzgersdorf
| Lage                       | Objekt              | Beschreibung | Akten-Nr.     | Bild           |
| -------------------------- | ------------------- | --- | ------------- | -------------- |
| In Petzgersdorf (Standort) | Katholische Kapelle | Satteldachbau mit Dachreiter mit Spitzhelm und Rundbogenfenstern, neuromanisch, 1849 erbaut, 1854–55 erweitert; mit Ausstattung. | D-1-87-167-22 | weitere Bilder |

### Pfaffenbichl
| Lage                            | Objekt     | Beschreibung                                                                                            | Akten-Nr.     | Bild |
| ------------------------------- | ---------- | --- | ------------- | ---- |
| Frasdorfer Straße 21 (Standort) | Bauernhaus | Einfirsthof, zweigeschossiger Flachsatteldachbau mit Hochlaube und Giebelbundwerk, Ende 19. Jahrhundert | D-1-87-167-23 | BW   |

### Pietzenkirchen
| Lage                         | Objekt                                                | Beschreibung | Akten-Nr.     | Bild           |
| ---------------------------- | ----------------------------------------------------- | --- | ------------- | -------------- |
| Pietzenkirchen 57 (Standort) | Katholische Filialkirche St. Stephanus und Laurentius | Saalbau mit Satteldach und Westturm mit schiefergedecktem Spitzhelm, Turmunterbau 2. Hälfte 15. Jahrhundert, Neubau 1882, neugotisch; mit Ausstattung. | D-1-87-167-24 | weitere Bilder |

### Schlipfing
| Lage                      | Objekt | Beschreibung | Akten-Nr.     | Bild |
| ------------------------- | ------ | --- | ------------- | ---- |
| Schlipfing 1 a (Standort) | Zuhaus | zweigeschossiger Flachsatteldachbau mit Rundbogenöffnungen, geschnitzter Haustür und Fresko St. Michael, First bezeichnet 1843. | D-1-87-167-25 | BW   |

### Söllhuben
| Lage                           | Objekt                                        | Beschreibung | Akten-Nr.     | Bild                      |
| ------------------------------ | --------------------------------------------- | --- | ------------- | ------------------------- |
| Angerstraße 5 (Standort)       | Wohnteil des Bauernhauses                     | zweigeschossiger Flachsatteldachbau mit Hochlaube, Firstpfette bezeichnet 1799. | D-1-87-167-28 | Wohnteil des Bauernhauses |
| Endorfer Straße 7 (Standort)   | Ehemaliges Bauernhaus                         | Einfirsthof, zweigeschossiger Flachsatteldachbau mit gotisierenden Bogenfenstern im Giebel, geschnitzte neugotische Haustür, um 1860/70. | D-1-87-167-29 | Ehemaliges Bauernhaus     |
| Endorfer Straße 13 (Standort)  | Gasthaus                                      | dreiflügelige Anlage mit Wohnbau und Nebengebäuden, zweigeschossiger Flachsatteldachbau mit Rundbogenfenstern im Giebel, spätklassizistische Putzgliederung und neugotische geschnitzte Tür, um 1870–80; mit Ausstattung. | D-1-87-167-30 | Gasthaus                  |
| Endorfer Straße 16 (Standort)  | Katholische Pfarrkirche St. Rupert und Martin | zentralisierender Saalbau mit doppelstöckiger Sakristei und Südturm mit Haubendach, spätbarock, 1766–69 nach Plänen von Johann Michael Fischer unter Verwendung des spätgotischen Vorgängerturms und eines Sakristeibaus von 1673 durch Georg Steindlmüller d. Ä. errichtet, 1955–56 Aufstockung der Sakristei; mit Ausstattung. | D-1-87-167-27 | weitere Bilder            |
| Kapellenstraße 8 (Standort)    | Bauernhof                                     | Einfirstanlage, zweigeschossiger Flachsatteldachbau mit Hochlaube, Heiligennische und Putzgliederung, 1840. | D-1-87-167-31 | BW                        |
| Nähe Angerstraße (Standort)    | Backofen                                      | kleiner Satteldachbau mit nach vorne offenem Dachstuhl, 1. Hälfte 19. Jahrhundert; zu Angerstraße 3 gehörig. | D-1-87-167-44 | BW                        |
| Nähe Kapellenstraße (Standort) | Kapelle Maria Dolorosa                        | Walmdachbau mit kleinem Vorraum, barock, wohl um 1744 von Andreas Vordermayr an Stelle einer Vorgängerkapelle von 1675/80 neu erbaut; mit Ausstattung; außerhalb des Ortes. | D-1-87-167-32 | weitere Bilder            |

### Stetten
| Lage                    | Objekt | Beschreibung                                                                         | Akten-Nr.     | Bild |
| ----------------------- | ------ | ------------------------------------------------------------------------------------ | ------------- | ---- |
| Nähe Stetten (Standort) | Stadel | Holzbau mit Bundwerk und Hochtenne über massivem Erdgeschoss, Anfang 19. Jahrhundert | D-1-87-167-33 | BW   |

### Tinning
| Lage                  | Objekt                | Beschreibung                                                                                            | Akten-Nr.     | Bild           |
| --------------------- | --------------------- | --- | ------------- | -------------- |
| In Tinning (Standort) | Kapelle St. Sebastian | Steildachbau mit barocken Fenstern und Putzgliederung, 1640 erbaut, 1667–68 erweitert; mit Ausstattung. | D-1-87-167-34 | weitere Bilder |

### Wieden
| Lage                | Objekt | Beschreibung                                                                                 | Akten-Nr.     | Bild           |
| ------------------- | ------ | -------------------------------------------------------------------------------------------- | ------------- | -------------- |
| Wieden 1 (Standort) | Stadel | Bundwerkstadel mit Flachsatteldach, verbretterter Laube und überbautem Getreidekasten, 1739. | D-1-87-167-35 | weitere Bilder |

### Wolferkam
| Lage                                                    | Objekt     | Beschreibung | Akten-Nr.     | Bild |
| ------------------------------------------------------- | ---------- | --- | ------------- | ---- |
| Wolferkam 3 (Standort)                                  | Bauernhaus | Einfirsthof, zweigeschossiger Flachsatteldachbau aus Brockenmauerwerk mit bemalten Balkenköpfen, geschnitzte Haustür und Bundwerk am Wirtschaftsteil, bezeichnet 1853; Getreidekasten, Holzbau mit einseitig abgeschlepptem Flachsatteldach und teils Blockbau, 17./18. Jahrhundert | D-1-87-167-36 | BW   |
| Wolferkam 21; Wolferkam 21 a; Wolferkam 21 b (Standort) | Bauernhaus | Einfirsthaus, zweigeschossiger Flachsatteldachbau mit Giebelbundwerk und Hochlaube, am Wirtschaftsteil Bundwerk, Firstpfette bezeichnet 1785. | D-1-87-167-37 | BW   |
| Wolferkam 24 (Standort)                                 | Bauernhaus | Einfirsthof, zweigeschossiger Flachsatteldachbau mit Hochlaube, Bundwerk am Wirtschaftsteil und gemalten Medaillons auf der Schalung, gegen Mitte 19. Jahrhundert | D-1-87-167-38 | BW   |

## Ehemalige Baudenkmäler
In diesem Abschnitt sind Objekte aufgeführt, die früher einmal in der Denkmalliste eingetragen waren, jetzt aber nicht mehr. Objekte, die in anderem Zusammenhang also z. B. als Teil eines Baudenkmals weiter eingetragen sind, sollen hier nicht aufgeführt werden. Aktennummern in diesem Abschnitt sind ehemalige, jetzt nicht mehr gültige Aktennummern.

| Lage                    | Objekt | Beschreibung                                                                   | Akten-Nr.    | Bild |
| ----------------------- | ------ | ------------------------------------------------------------------------------ | ------------ | ---- |
| Ackersdorf 8 (Standort) | Stadel | Bundwerkstadel, Holzbau mit Satteldach und Bundwerk, 2. Hälfte 19. Jahrhundert | D-1-87-167-9 | BW   |